# كوتو آبي
كوتو آبي (باليابانية: 阿部 航斗) (مواليد 1 أغسطس 1997) هو لاعب كرة قدم ياباني.

## وصلات خارجية
- كوتو آبي على موقع الاتحاد الدولي (مؤرشف)  (الإنجليزية)
- كوتو آبي على موقع رابطة كرة القدم اليابانية للمحترفين (اليابانية)
- كوتو آبي على موقع قاعدة بيانات كرة القدم.إي يو (الإنجليزية)
- كوتو آبي على موقع Soccerway.com (الإنجليزية)
- كوتو آبي على موقع عالم كرة القدم.نت (الإنجليزية)